# Zoran Zekić
Zoran Zekić (Eszék, 1974. április 29. –) horvát labdarúgó, edző.

## Pályafutása

### Játékosként
Zekić a horvát NK Osijek csapatában kezdte el labdarúgó-pályafutását, amelyben 1996-ig játszott. 1996 és 2004 között egy kisebb németországi és boszniai kitérő kivételével horvát első- és másodosztályú csapatokban futballozott. 2004-ben az izraeli Makkabi Haifa játékosaként izraeli bajnok lett, majd visszatért Horvátországba ahol a Dinamo Zagrebben futballozott. 2011-ben a horvát NK Maksimir játékosaként fejezte be labdarúgó-pályafutását.

### Edzőként
2011 és 2013 között utolsó csapata, az NK Maksimir vezetőedzője volt. 2014-ig előbb a Sheriff Tiraspol B csapatának edzője volt, majd ő lett a felnőtt keret vezetőedzője, mellyel moldáv bajnok és kupagyőzelmet ünnepelhetett. 2015 és 2019 között az NK Osijek vezetőedzője volt, majd visszatért a Sheriff Tiraspolhoz. 2021 januárjától májusig a Diósgyőri VTK vezetőedzője volt. A szezon végén a másodosztályba kieső miskolci csapatot 18 bajnoki mérkőzésen irányította, ezeken hat győzelmet, öt döntetlent és hét vereséget ért el a csapat.

## Sikerei, díjai

### Játékosként
- Makkabi Haifa  :
  - Izraeli bajnok (1): 2003–04

### Edzőként
- Sheriff Tiraspol  :
  - Moldáv bajnok (1): 2014–15
  - Moldáv kupagyőztes (1): 2014–15